# Estados Unidos nos Jogos Olímpicos de Inverno de 1936
Os Estados Unidos competiram nos Jogos Olímpicos de Inverno de 1936 em Garmisch-Partenkirchen, na Alemanha.